# La pattuglia
La pattuglia (五人の斥候兵 - Gonin no sekkōhei) è un film del 1938 diretto da Tomotaka Tasaka.
Del film si perse l'originale, ma poi, grazie ad una copia, fu possibile recuperare tutto, meno i titoli di testa e di coda, aggiunti in seguito.

## Trama
Nel corso della seconda guerra sino-giapponese, prima che esploda la seconda guerra mondiale, un battaglione giapponese si rifugia in un vecchio forte cinese dopo una vittoriosa avanzata in territorio nemico.
La truppa è stremata, ci sono feriti che necessitano di essere curati, e le perdite sono state tali da richiedere un aiuto, altrimenti il pericolo di essere ricacciati indietro sarà concreto. La comunicazione con il Quartier Generale avviene grazie all'opera di corrieri che, coraggiosamente, si avventurano solitari per recapitare gli importanti messaggi.
Portato soccorso ai feriti, il Quartier Generale comanda di effettuare una ricognizione per conoscere meglio la consistenza e i movimenti nemici. Il capitano Okada manda così cinque volontari in una missione che si annuncia molto pericolosa.
La ricognizione, con in testa il sergente Fujimoto, risulta in effetti irta di difficoltà e gli uomini ne usciranno vivi più per uno spirito di sopravvivenza e di mutuo aiuto che non grazie all'addestramento militare. Di ritorno al forte manca però all'appello un uomo, Koguchi. Quando l'uomo viene dato ormai per morto, si ripresenta sano e salvo ma, comprensibilmente scioccato.
La serenità dura poco perché il battaglione è presto assegnato ad un'altra missione, e dunque si parte di nuovo, con la certezza che più la guerra andrà avanti, più le probabilità di uscirne vivi, per questi militari, diminuiscono drasticamente.

## Produzione
È il primo film giapponese che tratta direttamente l'argomento della guerra sino-giapponese. Fino ad allora si era preferito alludere a questioni belliche solo con ambientazioni storiche. Come tale, La pattuglia segna un punto di riferimento per tutta la produzione di film bellici giapponesi che in seguito tratteranno di eventi contemporanei.

## Distribuzione
Il film venne presentato alla 6ª Mostra internazionale d'arte cinematografica di Venezia dove vinse la Coppa del Ministero della cultura popolare.